# Танобчинський джамоат
Танобчи́нський джамоат (тадж. Ҷамоати Танобчӣ) — джамоат у складі Темурмаліцького району Хатлонської області Таджикистану.
Адміністративний центр — село Танобчиї-Мійона.
До складу джамоату входять 7 сіл:
| Населений пункт | Стара назва | Населення, осіб (2009) | Населення, осіб (2010) |
| --------------- | ----------- | ---------------------- | ---------------------- |
| Бахманруд       | Джидбулок   | -                      | -                      |
| Джайралі        | Джайралі    | -                      | -                      |
| Ікбол           | -           | -                      | -                      |
| Сітораї-Тобон   | Бешкаппа    | -                      | -                      |
| Танобчиї-Боло   | -           | -                      | -                      |
| Танобчиї-Мійона | -           | -                      | -                      |
| Танобчиї-Пойон  | -           | -                      | -                      |